# Grantfork
Grantfork é uma vila localizada no estado americano de Illinois, no Condado de Madison.

## Demografia
Segundo o censo americano de 2000, a sua população era de 254 habitantes.
Em 2006, foi estimada uma população de 281, um aumento de 27 (10.6%).

## Geografia
De acordo com o United States Census Bureau tem uma área de
0,6 km², dos quais 0,6 km² cobertos por terra e 0,0 km² cobertos por água. Grantfork localiza-se a aproximadamente 163 m acima do nível do mar.

## Localidades na vizinhança
O diagrama seguinte representa as localidades num raio de 12 km ao redor de Grantfork.